# Fariha al-Berkawi
Fariha al-Berkawi (... – Derna, 17 luglio 2014) è stata una politica e attivista libica per i diritti umani assassinata il 17 luglio 2014.

## Carriera
Berkawi è stata la rappresentante del distretto di Derna al Congresso nazionale generale (CGN). Era componente dell'Alleanza delle Forze Nazionali non islamista e ha partecipato alla commissione per i bilanci prima di dimettersi il 3 febbraio in segno di protesta contro la decisione del CGN di estendere il suo mandato, in scadenza il mese stesso. Attivista e filantropa, ha anche diretto l'organizzazione Girl Scouts.

## Morte
Berkawi è stata colpita da un uomo armato il 17 luglio 2014 in una stazione di servizio a Derna, tre settimane dopo l'omicidio di Salwa Bughaighis (uccisa il 25 giugno 2014 a colpi d'arma da fuoco nella sua casa nella parte orientale della città di Bengasi) che aveva condannato con fermezza.

## Vita personale
Berkawi era sposata. Suo marito è stato prigioniero politico per lungo tempo sotto Muammar Gaddafi.